# 塩野宜慶
塩野 宜慶（しおの やすよし、1915年5月23日 - 2011年1月22日 ）は日本の法律家。法務事務次官、東京高等検察庁検事長、最高裁判所判事を歴任。司法大臣を務めた塩野季彦の長男。子に最高検検事、福島地検検事正等を務めた健彦（中央大学法学部卒業）がいる。

## 経歴
父季彦の実家、山寺家は旧松代藩士の家系。本籍地の長野県松代町で出生、東京市で育つ。
東京府立第一中学校、府立高等学校を経て、1939年（昭和14年）に東京帝国大学法学部を卒業する。高等文官試験司法科（現在の司法試験に相当）に合格し、検察官に任官した。東京地検刑事部長、東京地検公判部長、法務総合研究所第一部長、甲府地検検事正、東京地検検事正を歴任。東京地検検事正時代には石油ヤミカルテル事件を指揮し、日教組事件で槙枝元文委員長ら日教組幹部を起訴した。
ロッキード事件の捜査展開の時に法務事務次官で、アメリカ側の資料入手のために日米司法共同協定を結ぶためワシントンD.C.に行った。後に東京高等検察庁検事長を務め、定年退官。半年ほど弁護士登録をしていた。
1979年（昭和54年）4月2日に最高裁判所判事に就任。文書の猥褻性の判断基準を示した四畳半襖の下張事件、雇用契約をめぐり企業側の採用の自由に一定の歯止めをかけた大日本印刷採用内定取り消し訴訟などを担当した。大阪空港訴訟では法務事務次官だった経歴から回避した。
1985年（昭和60年）5月に定年退官。
1987年、勲一等瑞宝章受章。
2011年（平成23年）1月22日に95歳で肺炎により逝去した。